# William Crathorn
William Carthorn (c. 1330) fue un filósofo inglés dominico, que desarrolló su carrera intelectual en Oxford, siguiendo la tradición intelectual de Guillermo de Ockham, trabajando para fortalecer sus obras filosóficas. Carthorn creó teorías únicas en la filosofía y psicología, así como en epistemología, centrándose en las demandas de los escépticos. Otras áreas de la filosofía de Carthorn, que no han sido ampliamente estudiadas, están revelando más sobre su vida y su obra.

## Vida
Casi no hay nada seguro sobre la vida de Crathorn fuera de su posición como profesor en Oxford. Nació en Yorkshire y sirvió como hermano dominico, dando conferencias sobre un libro de Pedro Lombardo. Crathorn también es conocido por un sermón sobre la Biblia, durante su tiempo en la enseñanza. Su fecha de nacimiento y muerte se desconocen, el año en que él dio uno de sus sermones que se conoce solo por un eclipse mencionado en sus manuscritos que se sabe ocurrió en julio de 1330.

## Epistemología
Su filosofía se centra principalmente en la epistemología y el problema del conocimiento. Sus pensamientos sobre este último se parecen mucho a los de Roger Bacon, quien sostuvo que el conocimiento del mundo exterior proviene del reconocimiento de las diferentes "especies" de los objetos. Las especies que se perciben es tanto una causa como una imagen en el ojo del observador. Crathorn afirma que no tenemos acceso directo a las cosas en el mundo exterior y que, inmediatamente percibimos sólo sus imágenes mentales o representaciones (las especies). Por lo que cree que, dado que los conceptos sólo pueden pertenecer a la categoría de calidad, deben ser las cualidades mentales que tienen la misma naturaleza que las no mentales, cualidades que debe existir en la mente subjetiva, es decir, que existen en alguna parte del cerebro. Para iluminar esta teoría, ofreció las teorías de la función cerebral.
Crathorn afirma que cada vez que uno está pensando en un determinado concepto, la mente de la persona cree que en realidad refleja el concepto. Él pensaba que los conceptos mentales no pueden parecerse a las sustancias, pero solo las cualidades de las sustancias porque las especies de fondo tendría que ser una sustancia en sí y nuestra mente se convertiría en una nueva sustancia, si pensamos en la misma. Asimismo, no puede ser una cantidad pura, porque en el pensamiento de las magnitudes infinitas, nuestras mentes se vuelven infinitas, y lo mismo es cierto para las otras categorías además de la calidad. Crathorn sostuvo que la capacidad para conceptualizar se limita a los conceptos naturales de las cualidades.
Crathorn también examinó los desafíos escépticos que anticipó en el problema del conocimiento. Para refutar las afirmaciones del escepticismo, dio la vuelta a lacogito argumento para demostrar que al menos podemos estar seguros de nuestra propia actividad mental, ya que si uno fuera a dudar de una proposición como «yo soy», se seguiría que existe, ya que el que no existe no duda.

## Filosofía del Lenguaje
Durante su estancia en Inglaterra, Crathorn considera los aspectos lingüísticos de la ciencia. Se cree que Crathorn popularizó la idea de que ni el aspecto exterior o la proposición es el objeto propio de la ciencia, que la "importancia total" de la proposición es más importante.
También se refirió a la naturaleza del lenguaje mental, es decir si es convencional o natural. Sus predecesores habían argumentado que el pensamiento se produce en un lenguaje universal de los conceptos adquiridos a través de la experiencia causal, y que todos los lenguajes convencionales están subordinados a este lenguaje mental, que es compartida por todos de una forma a priori. Pero Crathorn no podía aceptar tal posición debido a su visión de que las cualidades sólo son signos naturales de sus significantes extra-mentales. Crathorn argumentó que a excepción de los signos naturales de las cualidades, el lenguaje mental es convencional, ya que se deriva del lenguaje convencional. Por lo tanto, el idioma que se habla en la cabeza se basa en que el lenguaje utilizado para la comunicación externa. Crathorn fue revolucionario en su tiempo de afirmar que las palabras son anteriores a las ideas y que las ideas están determinadas por las palabras.

## Ontología
Crathorn difería de la versión estándar de Aristóteles de  Categorías. Pensó que todo el sistema debía ser revisado. La mente humana, naturalmente, sólo conoce las cualidades, y no se puede estar seguro de que aún existen sin apelar al principio de que Dios no puede engañarnos. El pensamiento y el razonamiento no son de ninguna ayuda, ya que son puramente convencionales. Por ejemplo, la categoría de sustancia se distingue de las otras categorías por el hecho de que no tiene contradicción, y sucesivamente puede adquirir cualidades contrarias. Por lo tanto, no hay no-sustancias, a pesar de una sustancia puede ser de color negro y blanco en la sucesión, o frío, y poco a poco caliente. Pero Crathorn afirma que cuando calentamos un objeto, no sólo el contenido sino también sus cualidades se calientan, de tal manera que sus cualidades cambian de un estado a su contrario, exactamente igual que una sustancia.